# Fontana del Bacchino (Firenze)
La fontana del Bacchino, o fontanella del Nano Morgante, si trova nel giardino di Boboli a Firenze, nella zona a nord-est di palazzo Pitti sulla parete dove passa il Corridoio vasariano a poca distanza dall'uscita del giardino su piazza Pitti. La scultura è in marmo bianco ed è alta 116 cm.

## Storia e descrizione
La fontana venne scolpita nel 1560 dallo scultore Valerio Cioli e rappresenta il nano Morgante (ironicamente soprannominato come il gigante del poema omonimo di Luigi Pulci), nano di corte di Cosimo I de' Medici, in tutta la sua corposa nudità a cavalcioni di una tartaruga, nelle vesti di un Bacco ebbro (da cui il nome della fontana). Dalla bocca della tartaruga esce uno spruzzo d'acqua che cola nella vasca marmorea sottostante.
L'opera è esemplare dello stile grottesco tanto in voga nei giardini manieristici del periodo tra Cinque e Seicento: raffigurando soggetti deformi o mostruosi con grande raffinatezza si reagiva all'idilliaco idealismo di stampo rinascimentale, riscoprendo il senso del fantastico, la caricatura e la satira. Partendo dalle deformazioni espressive dello stesso Michelangelo questo stile era stato stimolato a Firenze dal Giambologna e reso ancora più marcatamente grottesco dal Buontalenti e da tutta la generazione successiva di scultori.
La statua è oggi sostituita da una copia.